# Walter Gmeindl
Walt(h)er Gmeindl (* 31. Dezember 1890 in Hainburg an der Donau, Österreich-Ungarn; † 1. September 1958 ebenda) war ein österreichischer Komponist, Chordirigent und Musikpädagoge.

## Leben
Walter Gmeindl wurde als Sohn eines Hainburger Apothekers geboren und studierte in den Jahren von 1912 bis 1915 an der Wiener Musikakademie Klavier bei Josa Hrdlicka-Löscher, Cello bei Theobald Kretschmann und Komposition bei Franz Schreker. Ab 1915 war er zunächst Korrepetitor, später Chordirigent und Kapellmeister an der Münchner Hofoper unter Bruno Walter. Im Jahr 1922 holte ihn Schreker als Dozent an die Musikhochschule Berlin, wo er 1929 eine Professur erhielt und die Leitung der Orchesterschule übernahm. Er unterrichtete hier bis 1945. Zu seinen Studenten zählten u. a. Dirigenten und Komponisten wie Sergiu Celibidache, Ferdinand Leitner, Siegfried Goslich, Jan Koetsier, Erich Romanovsky, Karl Messner, Ernst Pepping, Bronisław Kaper und Jerzy Fitelberg, aber auch die Jazzmusiker Michael Jary und Horst Winter. Zuletzt unterrichtete er Musiktheorie und Partiturspiel an der Wiener Musikakademie. Unter anderem komponierte er Orchesterstücke und ein sinfonisches Konzert für Klarinette und Orchester und verfasste einen Klavierauszug von Schrekers Oper Die Gezeichneten.